# Nur al-Fayha
Nur al-Fayha ("Damaskus ljus"), var en kvinnoorganisation i Syrien, verksam januari 1919-juli 1920.
Den bestod av en grupp överklasskvinnor gifta med manliga modernister och anhängare till Fasial-regeringen. De förespråkade kvinnlig frigörelse för nationens skull, och grundade både en skola och en tidning där de förespråkade dessa idéer. Föreningen spelade en viktig pionjärroll under sin korta verksamhetstid, och har kallats den första kvinnoföreningen i Damaskus. 

## Historik
Föreningen bildades i januari 1919 av en grupp bildade överklasskvinnor under ledning av Nazik al-Abid under en intensiv period av nationalism under Faisal-regeringen 1919-1920 innan denna besegrades av fransmännen i juli 1920, då sällskapet upplöstes. 
Föreningens mål var att mobilisera landets kvinnor i arbete för nationens självständighet och regeringens stöd, och förespråka "women's awakening, literary societies, and philantropic works". Den menade att kvinnors frigörelse kunde förenas med Syriens traditioner och gynna grundandet av en stark modern nation. Den ville underbygga skillnaden mellan muslimska kvinnor och västerländska kvinnor i "knowledge (ilm) and progress (ruqiy)", och hyllade de "modern ideas" (afkar haditha) som stöddes av den klick bildade manliga modernistiska reformister "enlightened ones" (mutanawwirun) som stöttade Faisal-regeringen, och som de flesta av föreningens medlemmar var släkt eller gift med. 
Mary Ajami lämnade in en petition om kvinnlig rösträtt till Syrian Congress of 1920 under Faisal-regeringen, men denna petition sköts upp och glömdes sedan bort. Rösträttsfrågan stöddes av Naziks tidning Nur al-Fayha och Mary Ajamis tidning al-Arus, men det fanns ingen organiserad rösträttsförening. De flesta ansåg att kvinnor bevarade sin dygd genom att stanna borta från politiken.
När Syrien höll sin kongress om kvinnlig rösträtt 1920, hävdade Shaykh Abd al-Qadir al-Kaylani att rösträtt för kvinnor var samma sak som att avsluta könssegregation och avskaffa slöjan.
Föreningen förespråkade inte rakt ut ett avskaffande av hijab. Detta uppfattades som en för känslig fråga. Föreningens ledare Nazik al-Abid, hennes mor och flera andra medlemmar av regeringen visade sig dock utan slöja i könsblandat sällskap vid ett antal tillfällen under 1919, bland annat vid Gertrud Bells besök och vid mötet med King-Crane Commission. Regeringen uttalade åsikten att kvinnor skulle få ta av sig slöjan när förhållandena tillät det, men kritik från manliga konservativa gjorde att regeringen i april 1920 varnade kvinnor för att klä sig utmanande. 
Föreningen bildade en flickskola, School for the Daughters of the Martyrs, där flickor släkt med regeringens soldater fick studera och få en utbildning i enlighet med föreningens ideal. 
Föreningen utgav en tidning med samma namn för att sprida sina ideal vidare utöver sin skola. Tidningen utgavs från februari 1920 och förespråkade föreningens åsikter offentligt. Den tycks ha utgivits även utomlands, men med tanke på att de flesta muslimska kvinnor var analfabeter, var dess spridning begränsad.
I juni 1920 bildades en sjukvårdsförening, Red Star Society, under ledning av Nur al-Fayha, som med flera av de övriga medlemmarna gav sig av för att stödja armén mot de anfallande fransmännen, som dock segrade, vilket gjorde att Nur al-Fayha inte återupplivades.